# Xynobius rustenburgensis
Xynobius rustenburgensis är en stekelart som först beskrevs av Fischer 1971.  Xynobius rustenburgensis ingår i släktet Xynobius och familjen bracksteklar. Inga underarter finns listade i Catalogue of Life.